# Bengt Edlund (musikvetare)
Bengt Edlund, född 1945, är en svensk musikforskare och musikkritiker samt professor emeritus i musikvetenskap vid Lunds universitet.
Edlund disputerade vid Uppsala universitet 1985 med avhandlingen Performance and perception of notational variants: a study of rhythmic patterning in music och har sedan dess varit verksam vid Lunds universitet samt Åbo Akademi. Han har publicerat forskningsresultat bland annat inom musikestetik, musikanalys, musikpsykologi och stilhistoria.
Bland Edlunds publikationer kan nämnas ”Riff inför rätta” (2007), där han bland annat ifrågasätter Högsta Domstolens utslag 2002 i plagiattvisten mellan Landslaget och Drängarna. I tvisten konstaterade HD att Drängarnas låt "Vill du bli min fru?" från 1995 verkligen är ett plagiat av Landslagets "Tala om vart du ska resa?" som komponerades 1973. Edlund menar att bruksmusiken måste tillåta ett givande och tagande av låtschablonerna.
Mellan åren 2013 och 2023 har Edlund publicerat fyra verk (på engelska) utgivna av förlag Peter Lang i New York: ”Chopin: the preludes and beyond”, ”Questioning Schenkerism. Methodology of music research”, ”Analytical variations - eight critical essays on applied music theory. Methodology of music research” samt ”Wits and Interpretation. Keyboard Thoughts”.
Edlund har varit musikkritiker och recenserat hundratals konserter inom klassisk musik i tidningen Arbetet. Han har även tävlat i musikfrågeprogrammet Nya Musikfrågan som sändes i Sveriges Television, TV2, under hösten 1985.[källa behövs] Programledare var [Sixten Nordström]. 
Edlund har tilldelats utmärkelsen ”För nit och redlighet i rikets tjänst”.[källa behövs] Bengt Edlund är ordförande i   Lunds kammarmusiksällskap som bildades 1944.